# St. Katharina (Waldernbach)

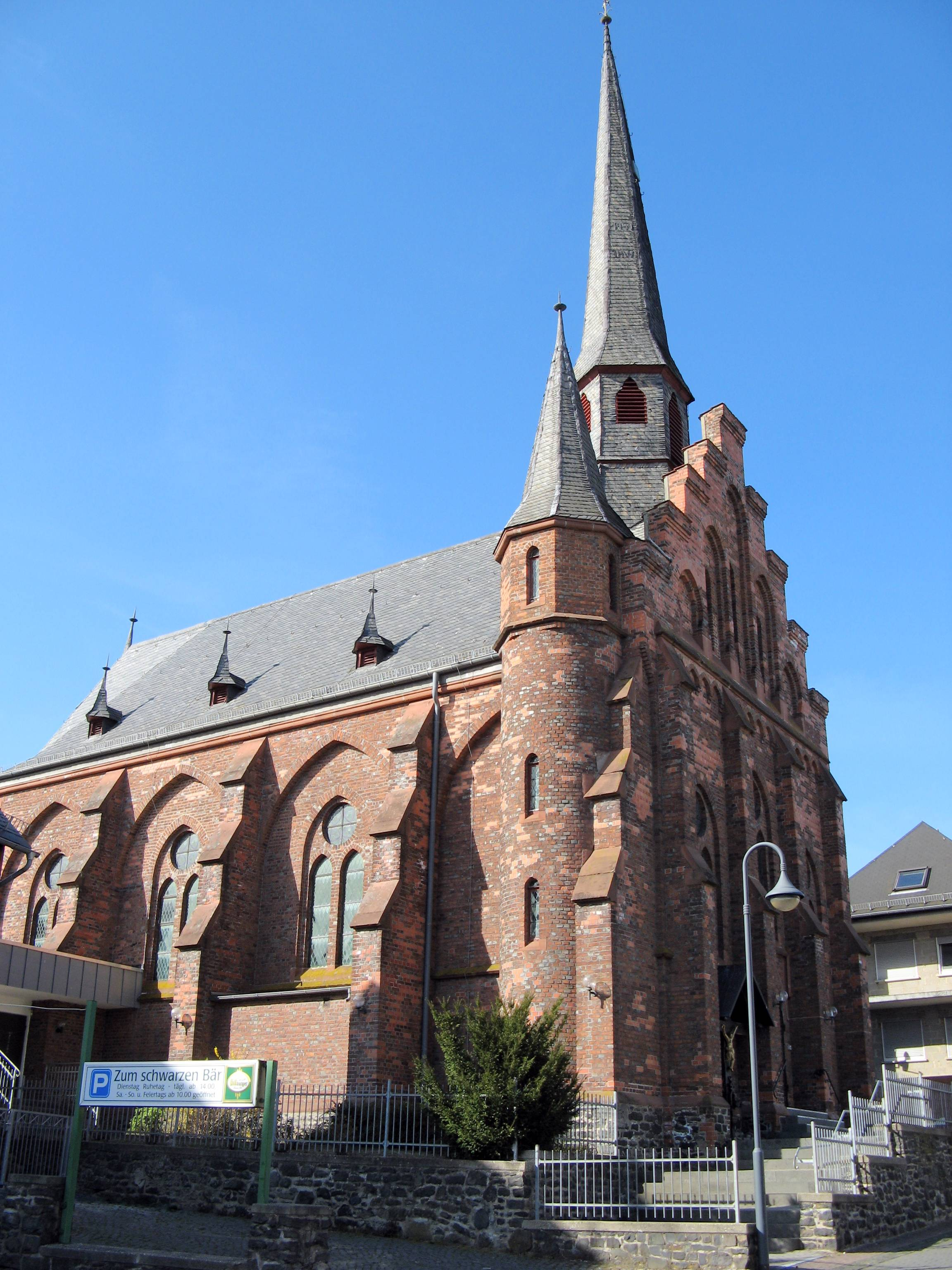
St. Katharina (Waldernbach)

Die katholische Filialkirche St. Katharina ist ein denkmalgeschütztes Kirchengebäude in Waldernbach, einem Ortsteil von Mengerskirchen im Landkreis Limburg-Weilburg (Hessen). Die Filialkirche gehört zur Pfarrei Heilig Kreuz Oberlahn im Kirchenbezirk Limburg des Bistums Limburg.

## Beschreibung
Bereits 1590 wird von einer Kapelle berichtet, die auf dem Platz der jetzigen Kirche stand. Von ihr ist das große Holzkreuz vor der Kirche erhalten. Die Saalkirche im Baustil der Backsteingotik wurde 1878 errichtet. Ihre Fassade im Westen besteht aus einem Staffelgiebel. Der eingezogene Chor im Osten hat einen quadratischen Grundriss. Die Wände sind mit dreifach gestuften Strebepfeilern gegliedert, dazwischen befinden sich die Fenster in spitzbogigen Blenden. Der Innenraum ist mit einem querrechteckigen Kreuzrippengewölbe auf Konsolen überspannt. Die Brüstung der Empore im Westen ist in der ersten Hälfte des 20. Jahrhunderts eingebaut worden. Die Betonkonstruktion wurde bei der letzten Renovierung mit Teilen des ehemaligen Lettners verziert, um eine Holzkonstruktion zu imitieren. Ihr Zugang erfolgt über einem Treppenturm. Von der Kirchenausstattung blieb nach der Modernisierungswelle der 70er Jahre nichts erhalten. Die jetzige Ausstattung des Altarraumes mit Ambo und Altar wurde während der letzten Renovierung in England gekauft.